# Іткінеєвська сільська рада
Іткінеє́вська сільська рада (рос. Иткинеевский сельский совет) — муніципальне утворення у складі Янаульського району Башкортостану, Росія. Адміністративний центр — село Іткінеєво.

## Населення
Населення — 1216 осіб (2019, 1365 в 2010, 1473 в 2002).

## Склад
До складу поселення входять такі населені пункти:
| Населений пункт       | Населення, осіб (2002) | Населення, осіб (2010) |
| --------------------- | ---------------------- | ---------------------- |
| Іткінеєво, село       | 748                    | 675                    |
| Каймаша, присілок     | 222                    | 224                    |
| Каймашабаш, село      | 359                    | 323                    |
| Шудімарі, присілок    | 49                     | 49                     |
| Янгуз-Нарат, присілок | 95                     | 94                     |